# Chassenon
Chassenon is een gemeente in het Franse departement Charente (regio Nouvelle-Aquitaine). De plaats maakt deel uit van het arrondissement Confolens. Chassenon telde op 1 januari 2022 843 inwoners.

## Geografie
De oppervlakte van Chassenon bedroeg op 1 januari 2022 23,48 vierkante kilometer; de bevolkingsdichtheid was toen 35,9 inwoners per km².
De onderstaande kaart toont de ligging van Chassenon met de belangrijkste infrastructuur en aangrenzende gemeenten.

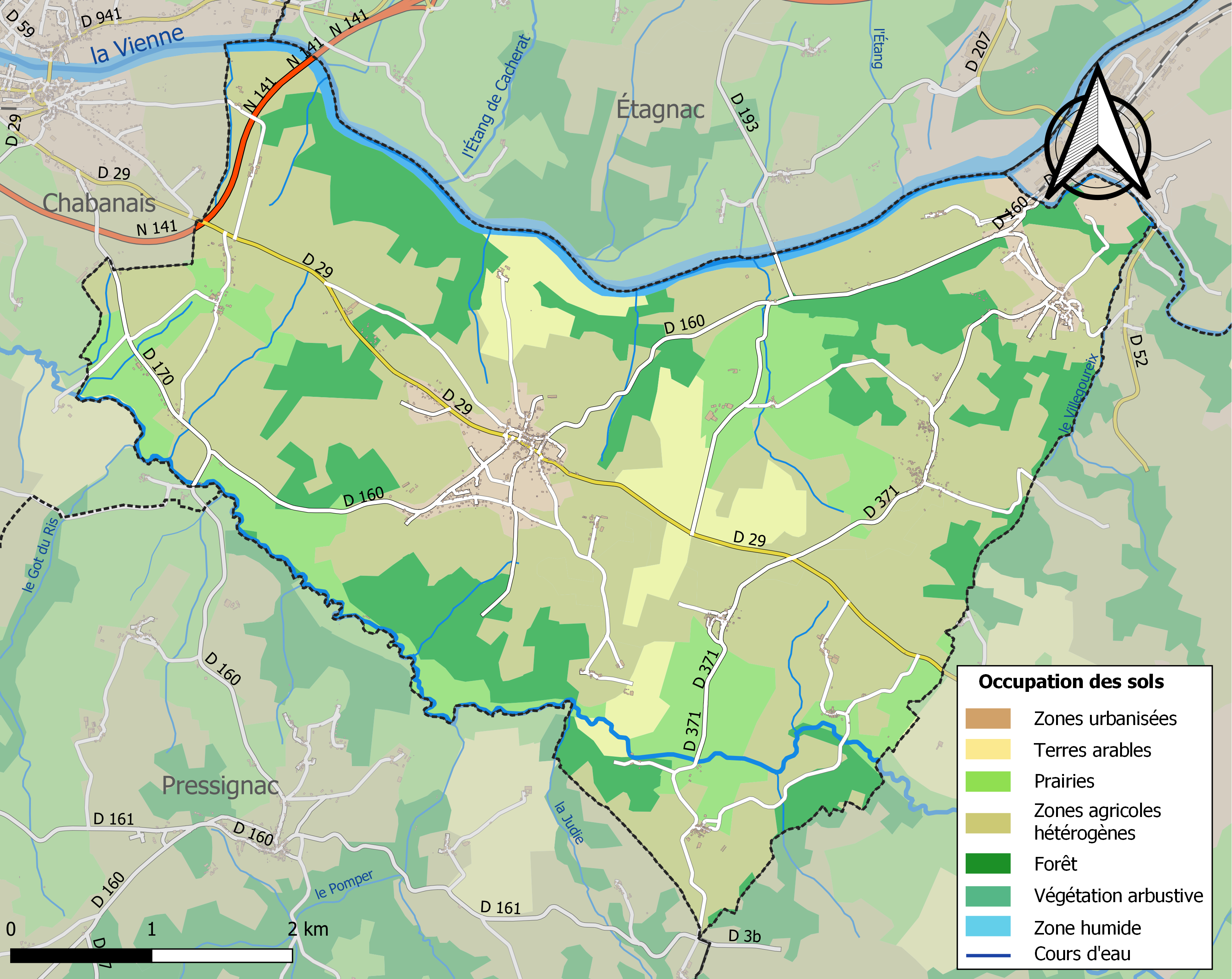

## Demografie
Onderstaande figuur toont het verloop van het inwonertal (bron: INSEE-tellingen).

## Afbeeldingen

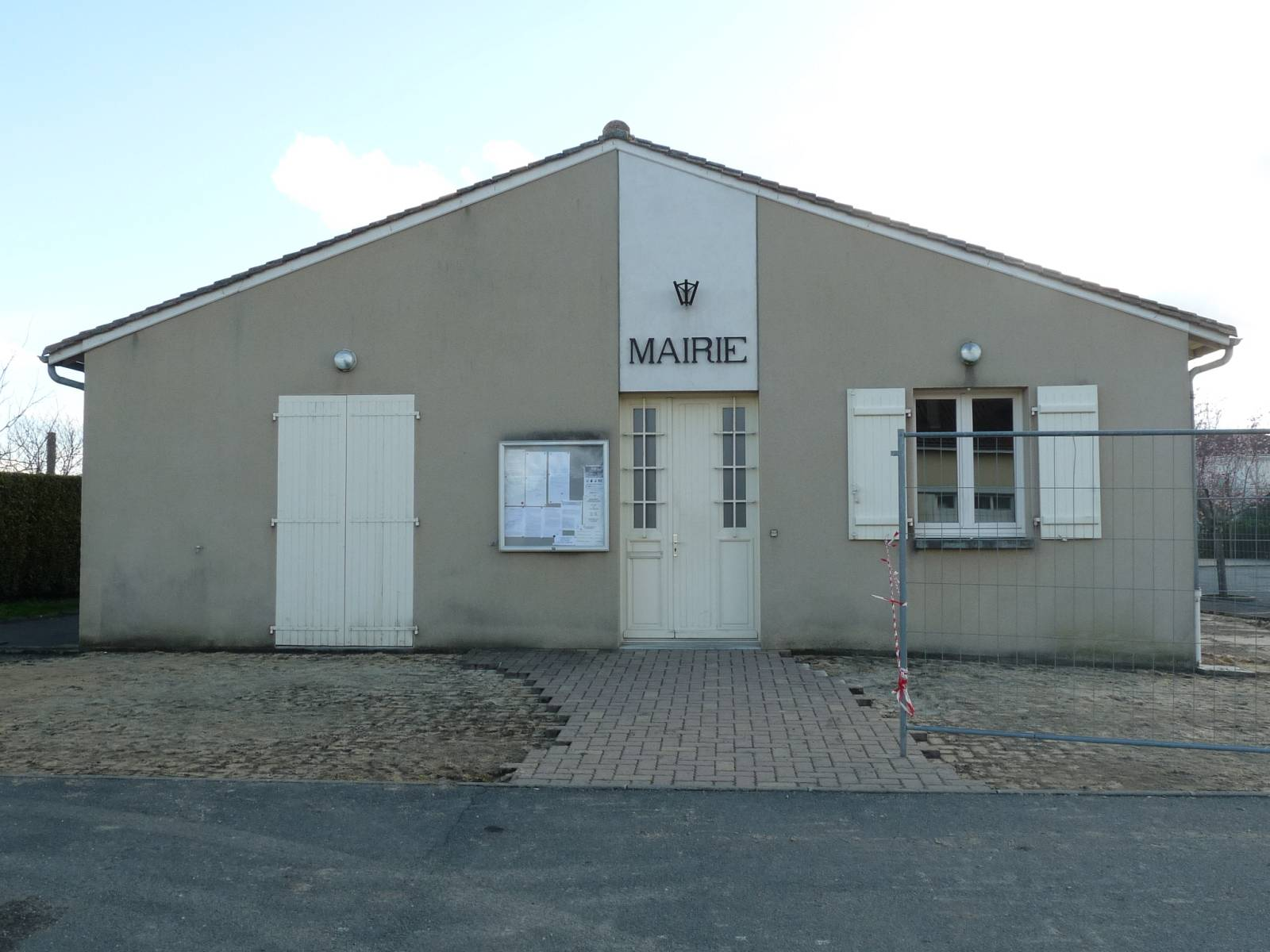
Gemeentehuis
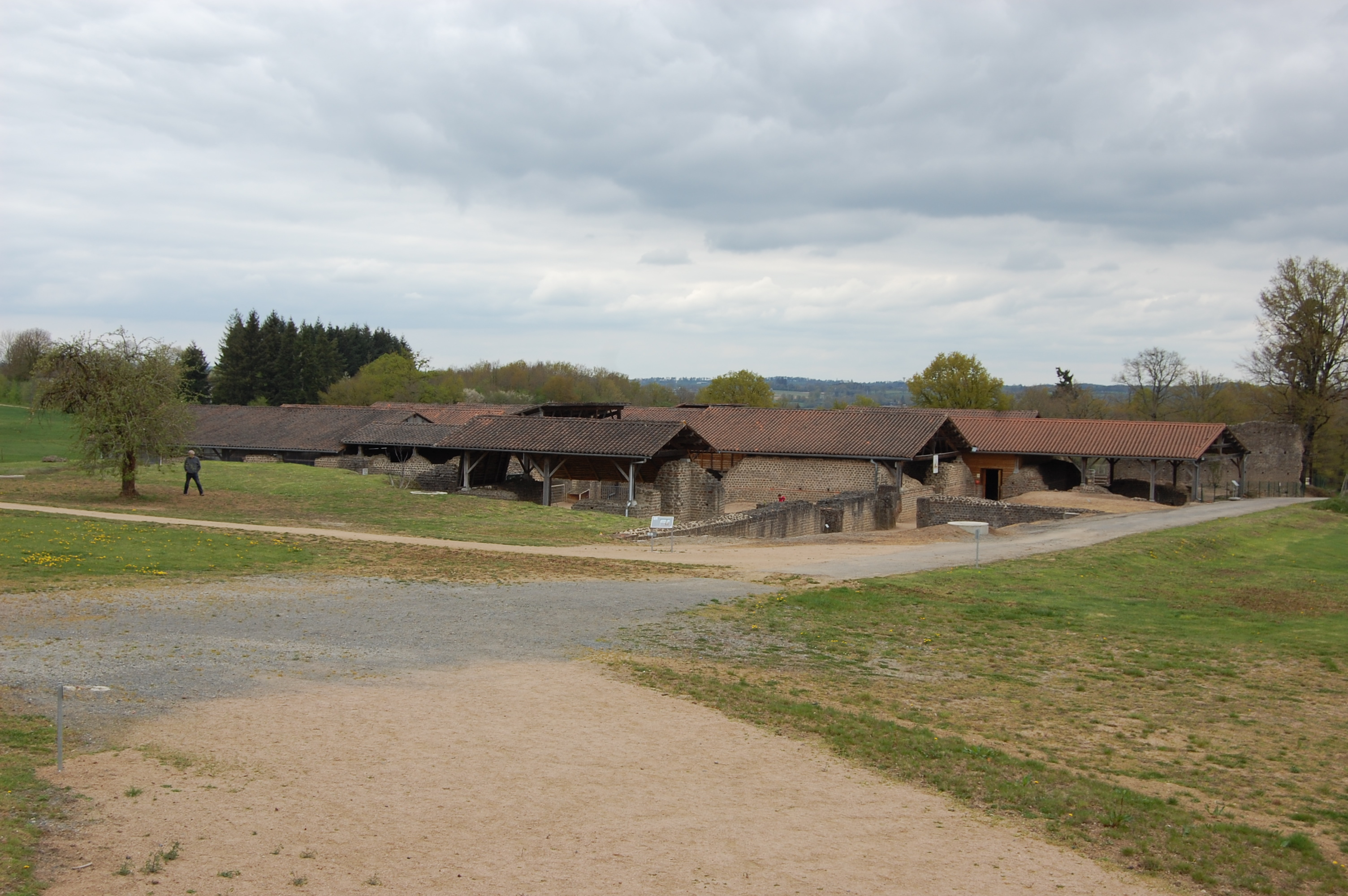
Gallo-Romeinse thermen van Cassinomagus
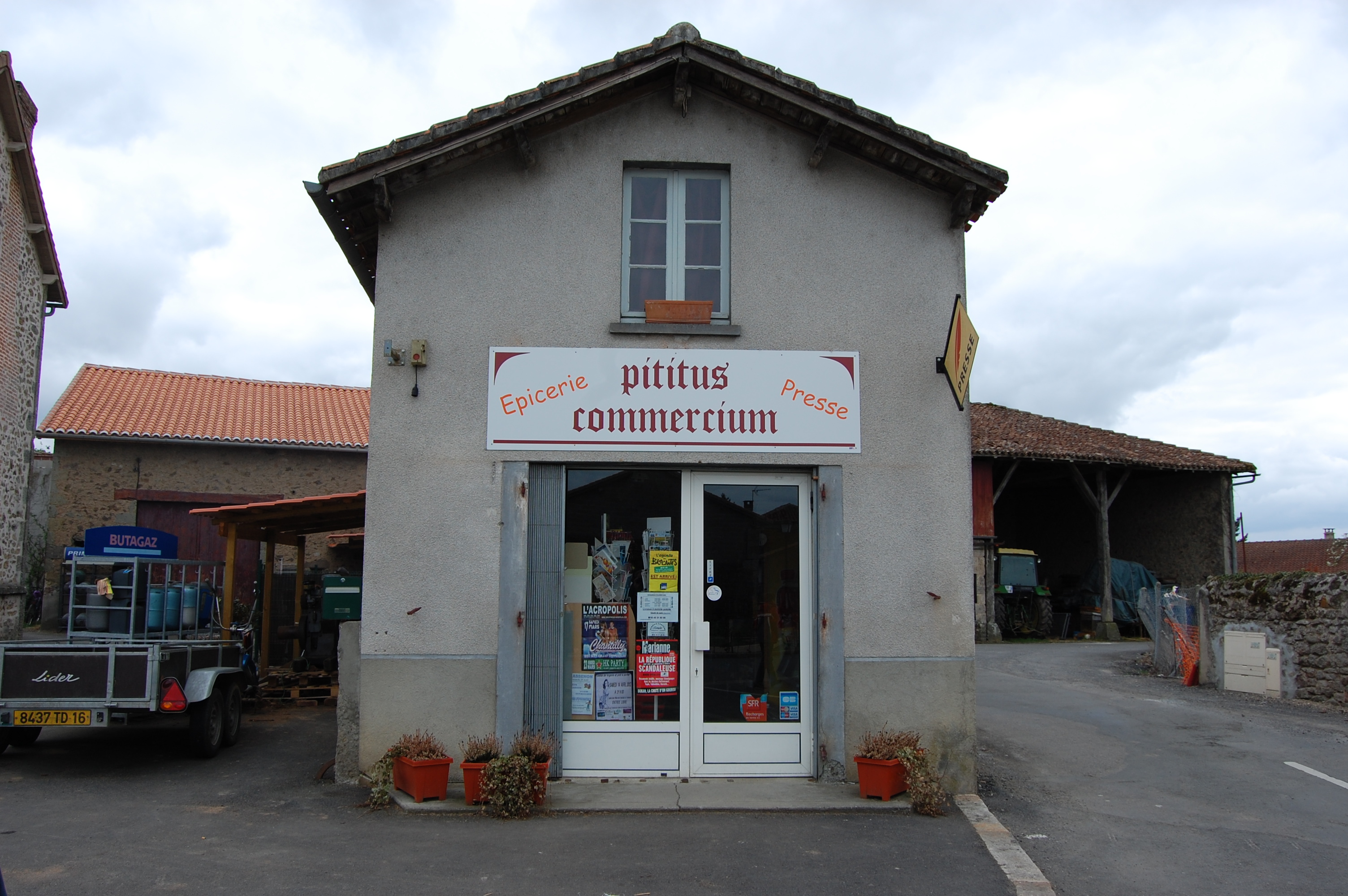
Kruidenierswinkel